# Greenstone Mountain Park
Greenstone Mountain Park är en park i Kanada.   Den ligger i provinsen British Columbia, i den södra delen av landet, 3 300 km väster om huvudstaden Ottawa. Greenstone Mountain Park ligger 1 657 meter över havet.
Terrängen runt Greenstone Mountain Park är varierad. Greenstone Mountain Park ligger uppe på en höjd. Trakten runt Greenstone Mountain Park är nära nog obefolkad, med mindre än två invånare per kvadratkilometer.. Närmaste större samhälle är Logan Lake, 16,3 km sydväst om Greenstone Mountain Park. 
I omgivningarna runt Greenstone Mountain Park växer i huvudsak barrskog.